# The Secret Life of Zoey
The Secret Life of Zoey is een Amerikaanse televisiefilm uit 2002. De film volgt de pogingen van gescheiden ouders om hun ogenschijnlijk brave dochter van een geheime drugsverslaving af te krijgen.

## Verhaal
Zoey is de 16-jarige dochter van de gescheiden Marcia en Larry en woont afwisselend bij haar moeder en vader. Het is een braaf meisje dat hard studeert en altijd goede punten heeft. Ze heeft ook een goede relatie met haar moeder, maar haar vader is minder betrokken bij haar leven.
Om het harde studeren vol te houden neemt ze soms pillen van haar moeder. Op een dag leert ze op school Ron kennen die haar overhaalt softdrugs te proberen. Vervolgens zet hij haar aan tot winkeldiefstal om meer te kunnen kopen. Ze wordt echter meteen betrapt, maar kan zich eruit praten.
Zoey raakt verslaafd aan marihuana en haar relatie met haar beste vriendin Kayla en haar schoolwerk beginnen eronder te lijden. De dag nadat haar ouders haar slapend in haar auto aantreffen doorzoekt haar moeder haar rugzak en vindt pillen. Ze moet even in therapie, maar Zoey ontkent dat ze een probleem heeft en hervalt al snel.
Op een avond komt Zoey thuis en zakt in elkaar. In het ziekenhuis blijkt dat ze een overdosis heeft genomen en ze kruipt door het oog van de naald. Ze wordt naar een afkickcentrum gestuurd en onder toezicht van psychiater Mike Harper geplaatst. Het lijkt echter niets uit te halen en Zoey blijft haar verslaving ontkennen.
Als ze op een avond stiekem een telefoontje wil plegen naar een bejaarde man in het rusthuis waar ze voorheen als vrijwilligster werkte en met wie ze goed bevriend was, hoort ze dat de man overleden is. Dan heeft ze door hoeveel ze in de steek heeft gelaten en dat ze wel degelijk een drugsprobleem heeft. Uiteindelijk gaat zij uit eigen wil een stappenplan volgen terwijl ze als straf gemeenschapsdienst moet doen.

## Rolbezetting
| Acteur             | Personage     | Opmerkingen                                                                     |
| ------------------ | ------------- | ------------------------------------------------------------------------------- |
| Mia Farrow         | Marcia Carter | Zoeys gescheiden moeder.                                                        |
| Julia Whelan       | Zoey Carter   | Ogenschijnlijk braaf meisje dat met drugs te maken krijgt.                      |
| Cliff De Young     | Larry Carter  | Zoeys vader, gescheiden van Zoeys moeder, en niet erg betrokken bij haar leven. |
| Andrew McCarthy    | Mike Harper   | Zoeys psychiater in het afkickcentrum.                                          |
| Caroline Aaron     | Mimi          | Vriendin en werkgeefster van Marcia in een kapsalon.                            |
| Katharine Isabelle | Kayla         | Zoeys beste vriendin tot Zoey aan de drugs raakt.                               |
| Michael Coristine  | Ron Morris    | Drugsdealer op school die Zoey aan de drugs helpt.                              |

## Prijzen en nominaties
De film werd genomineerd voor volgende prijs:
- Prism Awards 2003: Nominatie prestatie in tv-film of miniserie voor Mia Farrow.